# ドック・オブ・ベイ (アルバム)
『ドック・オブ・ベイ』（原題：The Dock of the Bay）は、オーティス・レディングのコンピレーション・アルバム。レディングは1967年12月10日に死去しており、没後の1968年2月に発表された。

## 解説
アルバム未収録だったシングル・ヒット曲やシングルB面曲を中心とした内容。1月に発表されたシングル「ドック・オブ・ベイ」の大ヒットもあって、アメリカではBillboard 200でレディングのアルバムとしては初のトップ5入りを果たし、ビルボードのR&Bアルバム・チャートでは1位を獲得。イギリスでは1968年6月22日付の全英アルバムチャートで1位を獲得した。
『ローリング・ストーン』誌が2003年に選出したオールタイム・グレイテスト・アルバム500では161位にランク・イン。

## 収録曲
1. ドック・オブ・ベイ - "(Sittin' On) The Dock of the Bay" (Otis Redding, Steve Cropper) - 2:38
  - 1968年1月発表のシングル曲（全米1位／R&Bチャート1位[3]）。
2. 最愛のおまえ - "I Love You More Than Words Can Say" (Eddie Floyd, Booker T. Jones) - 2:50
  - 1967年3月発表のシングル曲（全米78位／R&Bチャート30位[3]）。
3. レット・ミー・カム・オン・ホーム - "Let Me Come on Home" (O. Redding, B. T. Jones, Al Jacobson Junior) - 2:53
  - シングル「最愛のおまえ」のB面曲。
4. オープン・ザ・ドアー - "Open the Door" (O. Redding) - 2:21
  - 本作に初収録。1968年4月発表のシングル「ハッピー・ソング」のB面にも収録された。
5. ドント・メス・ウィズ・キューピッド - "Don't Mess with Cupid" (S. Cropper, E. Floyd, Deanie Parker) - 2:28
  - 1966年5月にシングル「マイ・ラヴァーズ・プレイヤー」のB面曲として発表。
6. グローリー・オブ・ラヴ - "The Glory of Love" (Billy Hill) - 2:38
  - 1967年6月発表のシングル曲（全米60位／R&Bチャート19位[3]）。
7. アイム・カミン・ホーム - "I'm Coming Home to See About You" (O. Redding) - 3:03
  - シングル「グローリー・オブ・ラヴ」のB面曲。
8. トランプ - "Tramp" (Lowell Fulson, Jimmy McCracklin) - 2:32
  - カーラ・トーマスとの連名で1967年3月に発表されたアルバム『キング&クイーン』に収録。同年4月にシングル・カットされた（全米26位／R&Bチャート2位[3]）。
9. ハックル・バック - "The Huckle-Buck" (Roy Alfred, Andy Gibson) - 2:58
  - スタックス・レコードがプロモーション用に発表したオムニバス・アルバム『Stay in School, Don't Be a Dropout』（1967年）収録曲[6]。
10. 誰も知らない - "Nobody Knows You (When You're Down and Out)" (Jimmie Cox) - 3:10
  - アルバム『ザ・ソウル・アルバム』（1966年）収録曲。
11. オール・マン・トラブル - "Ole Man Trouble" (O. Redding) - 2:36
  - 1965年8月発表のシングル「リスペクト」のB面曲。同年9月発表のアルバム『オーティス・ブルー』にも収録。

## 参加ミュージシャン
- オーティス・レディング - ボーカル
- カーラ・トーマス - ボーカル(#8)
- スティーヴ・クロッパー - ギター
- ブッカー・T・ジョーンズ - キーボード
- アイザック・ヘイズ - キーボード
- ドナルド・ダック・ダン - ベース
- アル・ジャクソン・ジュニア - ドラムス
- ウェイン・ジャクソン - トランペット(#1 - #4, #6 - #9, #11)
- サミー・コールマン - トランペット(#5, #10)
- ジーン・ミラー - トランペット(#5, #10, #11)
- アンドリュー・ラヴ - テナー・サックス(#2, #3, #8, #11)
- チャールズ・アクストン - テナー・・サックス(#5, #10)
- ジョー・アーノルド - テナー・サックス(#8)
- フロイド・ニューマン - バリトン・サックス(#5, #10, #11)